# اولکن توبیلژان
اولکن توبیلژان (قزاقی: Үлкен Тобылжан) یک دریاچه در استان پاولودار کشور قزاقستان است.